# Naila
Naila település Németországban, azon belül Bajorországban. Lakosainak száma 7618 fő (2023. december 31.). Naila Lichtenberg és Bad Steben községekkel határos.

## Népesség
A település népessége az elmúlt években az alábbi módon változott:
| Lakosok száma | 2112 | 6419 | 7163 | 7906 | 7714 | 7660 | 7715 | 7684 | 7580 | 7618 |
|               | 1875 | 1950 | 1975 | 2011 | 2013 | 2014 | 2016 | 2018 | 2021 | 2023 |